# الا دی استورا
الا دی استورا (به ایتالیایی: Ala di Stura) یک سکونتگاه مسکونی در ایتالیا است که در استان تورین واقع شده‌است.

## خصوصیات
الا دی استورا ۴۶٫۱ کیلومترمربع مساحت و ۴۶۸ نفر جمعیت دارد و ۱٬۰۸۰ متر بالاتر از سطح دریا واقع شده‌است.